# Maria Dolina
Pour les articles homonymes, voir Dolina.
Maria Ivanivna Dolina (en ukrainien : Марія Іванівна Доліна ; en russe : Мария Ивановна Долина, Maria Ivanovna Dolina), est une aviatrice soviétique, née le 18 décembre 1922 et décédée le 3 mars 2010. Pilote pendant la Seconde Guerre mondiale, elle fut distinguée par le titre de Héros de l'Union soviétique.

## Carrière
Maria Dolina est née le 18 décembre 1922 à Charovka, dans l'actuelle oblast d'Omsk. Elle est contrainte d’abandonner l’école à l’adolescence pour travailler à l’usine, son père ne pouvant plus s’occuper de la ferme familiale à la suite d’un accident. Elle parvient toutefois rejoindre le club de planeur local où son talent est remarqué par le responsable. Celui-ci s’emploie alors à modifier la date de naissance de Dolina afin de lui donner deux ans de plus et lui permettre ainsi de rejoindre l’école de pilotage de Kherson, qu’elle était sinon trop jeune pour intégrer. Elle quitte l’école avec le grade de lieutenant et travaille dans l’aviation commerciale avant la guerre.
Au premier jour de la guerre, elle participe à l’évacuation des avions des aérodromes proches de la ligne de front, tentant d’en sauver le plus possible de la capture. Elle est ensuite assignée au 587e régiment de bombardiers en piqué, qui deviendra ultérieurement le 125e régiment de la Garde “Marina M. Raskova” Borisov, dans lequel elle exerce les fonctions d’adjointe puis commandant par intérim d'un escadron.
Au cours de la guerre, Dolina a participé a soixante-douze missions, largué 72 000 kg de bombes et abattu trois appareils, ce qui est remarquable étant donné l’extrême dangerosité des attaques au sol réalisées de jour sur Pe-2. Pour ces réalisations, elle reçoit le 18 août 1945 le titre d’héroïne de l’Union soviétique.
Après la guerre, elle continue à servir dans l'armée de l'air, elle est commandant adjoint du régiment d'aviation bombardier jusqu'en 1950. Elle vit dans la ville de Šiauliai, puis à Riga, où elle est diplômée de l'école du parti. Elle travaille au comité du parti de la ville de Riga et au Comité central du Parti communiste de la RSS de Lettonie jusqu'en 1975. Membre du conseil administratif de la société de l'amitié URSS - France, du Comité de la paix, depuis 1975 - membre honoraire du régiment de chasse 2/30 Normandie-Niemen.
Depuis 1983, elle vit à Kiev. Citoyenne d'honneur de Kiev.
Elle s’illustre le 9 mai 1990 lors du Congrès des vétérans de guerre, en prenant la défense des vétéranes, dont beaucoup n’avait presque rien pour survivre. Lors d’un discours enflammé, elle interpella Mikhaïl Gorbatchev en lui demandant d’augmenter les pensions, ce qui fut fait le lendemain. Elle est par ailleurs promue au rang de major le 9 mai 1995.
Maria Dolina est décédée le 3 mars 2010 à Kiev, en Ukraine. Elle est enterrée dans le cimetière Baïkov, à Kiev.

## Décorations
- Héros de l'Union soviétique le 18 août 1945 (médaille no 7926)
- Ordre de Lénine
- Deux fois l'ordre du Drapeau rouge
- Ordre de la Guerre patriotique
- Médaille du Courage
- Médaille pour la victoire sur l'Allemagne dans la Grande Guerre patriotique de 1941-1945